# Décès en 1323
Décès
- 1319
- 1320
- 1321
- 1322
- 1323
- 1324
- 1325
- 1326
- 1327

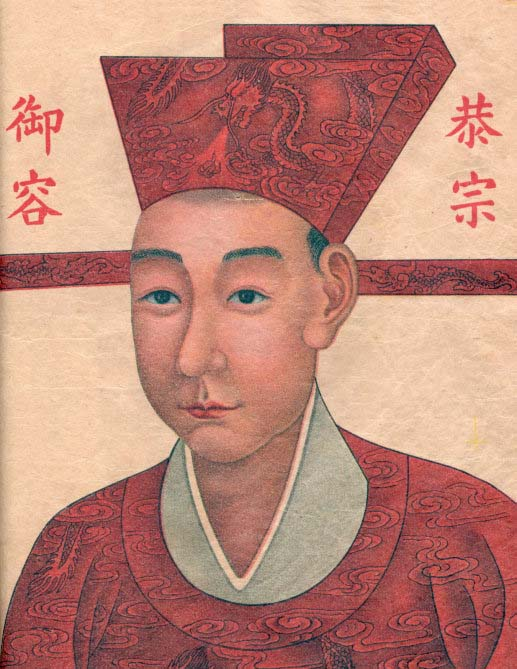
Song Gong, empereur du Japon, mort en 1323.

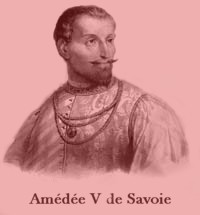
Amédée V de Savoie, comte de Savoie, mort en 1323.

Cette page dresse une liste de personnalités mortes au cours de l'année 1323 :
- janvier : Ibn Ajarrum, érudit berbère.
- 15 janvier : 
  - Nicolas Caignet de Fréauville, cardinal français.
  - Catherine de Habsbourg, duchesse consort de Calabre.
- 28 janvier : William, 3e comte de Ross.
- 3 mars : Andrew Harclay,  1er comte de Carlisle, baron et chef militaire anglais.
- 22 mars : Shōkai, moine bouddhiste de l’école Ji shū, disciple et proche parent (petite frère ou neveu) d’Ippen, premier patriarche du Ji shū.
- 25 mars : Marie de Hongrie, reine consort de Naples et d'Albanie.
- 8 avril : John Monmouth, évêque de Llandaff.
- peu avant le 13 avril : Jeanne de Lusignan, aristocrate issue de la Maison de Lusignan.
- 13 avril : Geoffroy de la Haye, archevêque de Tours.
- mai : Sawyun, fondateur du Royaume de Sagaing, en Haute-Birmanie[1].
- 14 mai : Simon d'Archiac, cardinal français.
- 22 mai : Jourdain de l'Isle, seigneur gascon, neveu par alliance du pape Jean XXII, fondateur en 1284 de la bastide de Vianne avec le roi d'Angleterre Édouard Ier.
- 11 juin : Béranger Frédol, dit l’Ancien, cardinal français
- 19 juillet : Aymon de Challant-Châtillon, évêque de Sion.
- août : Isabelle de Bourgogne, reine consort de Germanie.
- 2 août : Hōjō Nobutoki, huitième rensho (assistant du shikken).
- 3 août : Augustin Kažotić, évêque de Zagreb et de Lucera.
- 7 août : Hervé Nédellec, dominicain breton, quatorzième Maître de l'Ordre des Prêcheurs.
- 14 septembre : Gegeen Khan, khagan de l'Empire Mongol et de la Dynastie Yuan.
- 16 octobre : 
  - Amédée V de Savoie, comte de Savoie.
  - Raoul Rousselet, évêque du Mans, de Saint-Malo, de Troyes, de Pampelune puis enfin de Laon.
- novembre :  Bérenger Frédol, dit le Jeune, cardinal français.
- 1er novembre : Gerward, évêque de Cujavie[2] et diplomate.
- 16 novembre : Frédéric Ier le Mordu, comte palatin de Saxe, margrave de Misnie, landgrave de Thuringe.
- 26 décembre : Bernard II d'Anhalt-Bernbourg, prince d'Anhalt-Bernbourg.

- Isabelle d'Arménie, princesse titulaire de Tyr.
- Ébal Ier de Challant, surnommé  Ebal le Grand (Magno ou le Gran Viscomte), noble valdôtain de la Maison de Challant qui fut le dernier vicomte d’Aoste.
- Elzéar de Sabran, baron d'Ansouis, comte d'Ariano, saint catholique.
- Lamba Doria, amiral génois.
- Song Gong, seizième empereur de la dynastie Song.
- Niccolò Orsini, comte palatin de Céphalonie et despote d'Epire.
- Jean Rigaud, évêque de Tréguier.
- Raimond Robaudi, évêque de Marseille puis archevêque d’Embrun.
- Guglielmo Sanudo, 4e duc de Naxos.
- Sawyun, fondateur du Royaume de Sagaing, situé dans l'actuelle Région de Sagaing, en Birmanie (République de l'Union du Myanmar).
- Georges II Terter, tsar de Bulgarie.

## Crédit d'auteurs
- Cet article est partiellement ou en totalité issu de l'article intitulé « 1323 » (voir la liste des auteurs).